# Майкл Волц
Майкл-Джордж-Ґлен Волц (31 січня 1974) — американський політик і полковник армії Сполучених Штатів, представник США у 6-му виборчому окрузі Флориди. Член Республіканської партії, він був вперше обраний у 2018 році та змінив Рона ДеСантіса, який був обраний 46-м губернатором Флориди у 2018 році. Радник президента США з національної безпеки з 20 січня 2025 року — 1 травня 2025 року.

## Життєпис
Народився 31 січня 1974 року в Бойнтон-Бічі, штат Флорида, і виріс у Джексонвіллі. Здобув ступінь бакалавра мистецтв у галузі міжнародних досліджень у Військовому інституті Вірджинії та отримав звання другого лейтенанта армії США.
Волц представляє 6-й виборчий округ Флориди, який знаходиться на східному узбережжі Флориди і простягається від південного передмістя Джексонвілла до Нью-Смірна-Біча. До нього входить місто Дейтона-Біч. Волц — зелений берет із бойовими нагородами, який все ще служить полковником Національної гвардії армії США і колишній радник з політики Білого дому та Пентагону. Він перший Зелений берет, обраний до Конгресу.
Після закінчення з відзнакою Військового інституту Вірджинії, він прослужив в армії понад 26 років. Після призначення в армію в якості лейтенанта він закінчив школу рейнджерів і був обраний зеленим беретом, служив як офіцер спецназу з численними відрядженнями до Афганістану, на Близький Схід і до Африки. За бойові заслуги Волц був нагороджений чотирма бронзовими зірками, у тому числі двома за хоробрість.
Волц працював у Пентагоні директором з оборонної політики міністрів оборони Дональда Рамсфельда та Роберта Ґейтса. Далі він працював у Білому домі радником віцепрезидента з боротьби з тероризмом. Волц написав «Воїн-дипломат: битви зеленого берета від Вашингтона до Афганістану».
У 2010 році Волц допоміг заснувати аналітичну та навчальну компанію Metis Solutions. У листопаді 2020 року його купила компанія Pacific Architects and Engineers за 92 мільйони доларів.
Після вторгнення росії в Україну в 2022 році закликав адміністрацію Джо Байдена надати Києву більше зброї, аби допомогти йому відтіснити російські війська. Але у 2024 році Волц заявив, що має відбутися переоцінка цілей Сполучених Штатів в Україні.

## Вибори у США 2024
Волц підтримав Дональда Трампа на президентських праймеріз Республіканської партії у 2024 році
Новообраний президент США Дональд Трамп запросив Майкла Волца (конгресмена-республіканця від штату Флорида) стати радником з національної безпеки у своїй майбутній адміністрації. У цій ролі Волц відповідатиме за інформування Трампа про ключові питання національної безпеки та координацію з різними агенціями.

## Інтернет-ресурси
- Congressman Michael Waltz official U.S. House website
- Michael Waltz for Congress
- Michael Waltz on Twitter
- Michael Waltz on Instagram